# Filodes decoloralis
Filodes decoloralis là một loài bướm đêm trong họ Crambidae.